# Wapen van Sint-Annaland

Wapen van de voormalige gemeente Sint-Annaland

Het wapen van Sint-Annaland is het wapen van de voormalige Nederlandse gemeente Sint-Annaland, Zeeland. Het wapen werd vanaf 31 juli 1817 tot 1971 gebruikt als het gemeentewapen. In 1971 ging de gemeente op in de gemeente Tholen, waardoor het wapen niet langer als gemeentewapen gebruikt werd.
Het was een sprekend wapen, omdat op het schild de heilige Anna afgebeeld staat. Het wapen was in de rijkskleuren: een blauw schild met een volledig goudkleurige voorstelling.

## Geschiedenis
Op 4 maart 1815 werd per brief door de toenmalige burgemeester van Sint-Annaland een gemeentewapen aangevraagd. Het voorgestelde wapen zou sinds 1532 in gebruik zijn. Het oude wapen werd door Anna van Bourgondië aan de door haar gestichte polder verleend. Zij heeft ook de opdracht gegeven er een kerk te stichten, omdat Van Bourgondië rooms-katholiek was werd de kerk aan de heilige Anna gewijd. Het wapen bestond uit een gouden voorstelling op een groene ondergrond, maar de Hoge Raad van Adel verleende het wapen in de rijkskleuren: goud op blauw. 
Uit de 17e eeuw is een rood wapen met daarop een achtpuntige gouden ster bekend, dit wapen wordt ook vermeld in de Nieuwe Cronyk van Zeeland uit 1696. Het is mogelijk een verbastering van het wapen van Kleef, zoals de wapens Zevenaar en Uden dat ook zijn. Dit wapen verwijst zo naar Anna van Bourgondië omdat haar tweede huwelijk met Aldolf van Kleef was. Mogelijk werd dit gebruikt omdat een wapen met een heilige na de Reformatie niet geaccepteerd werd. In de 18e eeuw voerde de gemeente weer het oude wapen op de zegels.

## Blazoen
De beschrijving van het wapen luidde als volgt:
Van lazuur, beladen met het beeld van Sint Anna, staande op een terras, alles van goud.
In het blazoen wordt niet vermeld dat Sint Anna op elke arm een kind vasthoudt. Het schild waarop zij afgebeeld wordt is blauw van kleur, de heilige, de kinderen en de grond waarop zij staat zijn allemaal van goud.